# لويس باز
لويس باز (بالإسبانية: Luis Paz)‏ (25 يونيو 1942 بكولومبيا - 2015) هو لاعب كرة قدم كولومبي في مركز الوسط، شارك في كأس العالم 1962. وشارك مع منتخب كولومبيا لكرة القدم. أما مع النوادي، فقد لعب مع أمريكا دي كالي وأونس كالداس وإنديبنديينتي سانتا في وديبورتيس كوينديو وديبورتيفو كالي ونادي ميلوناريوس وديبورتيس توليما وريال قرطاجنة.

## وصلات خارجية
- لويس باز على موقع الاتحاد الدولي (مؤرشف)  (الإنجليزية)
- لويس باز على موقع قاعدة بيانات كرة القدم.إي يو (الإنجليزية)
- لويس باز على موقع قاعدة بيانات كرة القدم.إي يو (الإنجليزية)
- لويس باز على موقع قاعدة بيانات كرة القدم.إي يو (الإنجليزية)
- لويس باز على موقع ناشيونال فوتبول تيمز (الإنجليزية)